# Höhenkompensator
Als Höhenkompensator oder Höhenindexkompensator wird bei Theodoliten und anderen geodätischen Instrumenten ein Neigungssensor bezeichnet, der den Nullpunkt des Vertikalkreisesgenau in die Lotrichtung (bzw. in die Horizontale) stellt. Damit wird der Einfluss des Stehachsenfehlers auf den gemessenen Höhenwinkel eliminiert.
Bei älteren Theodoliten musste man das durch Einspielen der Höhenindexlibelle (Versicherungslibelle) bewerkstelligen.
Die Kompensation kann auf zwei Arten erfolgen:
- mit einem frei schwingenden Pendelkörper, der mit einem in den Strahlengang eingebrachten Glasprisma verbunden ist. Dieses stellt sich genau horizontal ein und durch Reflexion wird der Lichtstrahl der Höhenkreis-Ablesung ebenfalls horizontal bzw. vertikal. Dieses Bauprinzip wurde erstmals in den 1970ern beim  Wild T2 oder beim Kompensator automatischer Nivelliergeräte[1] realisiert;
- oder durch die reflektierende Oberfläche einer ölartigen Flüssigkeit, wie beim Theodolit Kern DKM2-A[2]. Hier wird der Ablesestrahl nicht reflektiert, sondern an der Oberfläche der Flüssigkeit gebrochen.

Während Pendelkörper nur in eine Richtung arbeiten, kann ein Flüssigkeitsspiegel 2D wirken, also die Horizontierung in beide Richtungen kontrollieren.
Siehe auch Kompensator (Geodäsie).